# Выговор
Вы́говор — наказание, совершённое в словесной форме.
На предприятиях и в организациях выговор применяется начальством за упущения в работе и мелкие нарушения. Также выговор может быть применен при неадекватном поведении среди сотрудников.
В XIX веке российское Уложение о наказаниях предусматривало «выговор более или менее строгий, без внесения в послужной список» и «выговор более или менее строгий, с внесением оного в послужной список».
В советском трудовом законодательстве выговор был одним из дисциплинарных взысканий. При этом в советском законодательстве различались выговор и строгий выговор, а также с занесением в учётную карточку и без занесения. Выговоры назначались на основании правил внутреннего трудового распорядка. Не допускалось вынесение выговора по истечении одного месяца со дня обнаружения проступка или шести месяцев со дня его совершения.
В современном российском трудовом законодательстве выговор также является одним из видов дисциплинарных взысканий, которое может быть применено в случае «неисполнения или ненадлежащего исполнения работником по его вине возложенных на него трудовых обязанностей». Как и ранее в РСФСР выговор не может быть вынесен позднее одного месяца со дня обнаружения проступка или позднее шести месяцев со дня его совершения.
В православной церкви для клириков практикуются простой выговор и строгий выговор с предупреждением. Выговор может сделать епископ или собор. Простой выговор выносится за систематические отклонения от основ духовной нравственной жизни, незначительные согрешения, известные многим либо имеющие склонность к распространению. Если простой выговор не помогает, объявляется строгий выговор с предупреждением о принятии более суровых мер.
Выговор в педагогической практике
В педагогической практике, в особенности в младших классах школы, выговор в форме порицания используется не только с целью наказания, а как своеобразный педагогический приём, ставящий своей целью разъяснить неблаговидность совершённых поступков или высказываний, а затем и потребовать недопущения в дальнейшем. В этих же целях выговор применяется и взрослыми, в том числе старшими членами семьи  и родителями.
В редких, но неотложных случаях нежелательные действия несовершеннолетних требуют воздействия в форме принуждения не словом, а действием. Педагогика требует, чтобы и в этом случае личность провинившегося и его чувство собственного достоинства не пострадали. Кроме того, наказуемому должна быть в устной форме доведена до сведения мотивировка предпринятого действия и его цель.
Выговор в трудовом законодательстве
Выговор выносится с указанием места, даты, времени и причины взыскания. При подписании трудового договора работник знакомится со своими обязанностями, правилами трудовой дисциплины и основаниями для вынесения выговора.
Чтобы вынести выговор работнику, работодатель обязан потребовать от него объяснительную записку, в которой работник излагает свою версию произошедшего. Выговор не заносится в трудовую книжку. Но если сотрудник уволен за систематическое нарушение трудовой дисциплины, в приказе об увольнении все выговоры упоминаются, и этот приказ приводится в трудовой книжке.
Если такие формальности не соблюдены, то работник может оспорить вынесенное взыскание, потому что он не знал, что своими действиями нарушает какие-либо правила, и что эти действия являются основаниями для выговора.